# Jackie Baillie

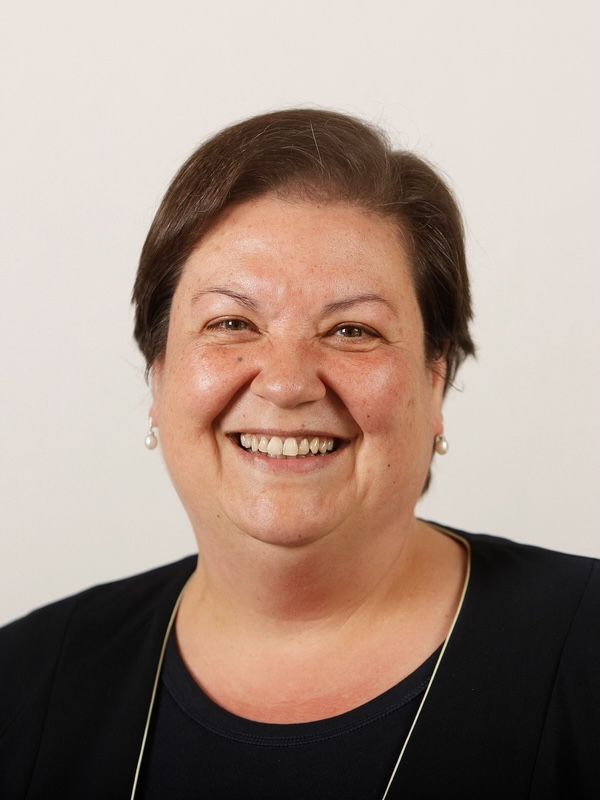
Jackie Baillie (2021)

Dame Jacqueline Marie Baillie, DBE (* 15. Januar 1964 in Hongkong) ist eine schottische Politikerin und Mitglied der Labour Party.

## Leben
Baillie wurde in Hongkong als Tochter eines portugiesischen Vaters und einer schottischen Mutter geboren. Sie besuchte die St Anne’s School in Windermere und erwarb dann an der Universität Glasgow einen Masterabschluss aus dem Wirtschaftsbereich. Danach war sie sowohl bei gemeinnützigen sowie öffentlichen Organisationen zur Arbeitslosenhilfe und wirtschaftlichen Entwicklung tätig. Sie lebt zusammen mit ihrem Ehemann und ihrer Tochter in Dumbarton.

## Politischer Werdegang
Bei den ersten Schottischen Parlamentswahlen im Jahre 1999 trat Baillie erstmals zu Wahlen auf nationaler Ebene an. Sie bewarb sich um das Direktmandat des Wahlkreises Dumbarton und konnte es mit deutlichem Vorsprung vor dem SNP-Kandidaten erringen. Im ersten Kabinett bekleidete sie die Position der stellvertretenden Staatssekretärin für Gemeinden und wurde infolge der Kabinettsumstellung nach dem Tode des First Minister Donald Dewar zur Staatssekretärin für soziale Gerechtigkeit befördert. Diese Position hatte sie bis November 2001 inne. Bei den Parlamentswahlen 2003 und 2007 verteidigte Baillie ihr Mandat. Im Schattenkabinett der Labour Party war sie zu den Wahlen 2007 als Staatssekretärin für parlamentarische Angelegenheiten vorgesehen. Bei den Schottischen Parlamentswahlen 2011 verteidigte Baillie abermals ihr Mandat für Dumbarton und konnte dabei ihren Stimmenanteil erstmals steigern. Im Schattenkabinett der Labour Party ist sie als Gesundheitsministerin gesetzt. Mit einem Vorsprung von nur 109 Stimmen verteidigte Baillie bei den schottischen Parlamentswahlen 2016 ihr Mandat.

## Auszeichnungen
Im Juni 2023 wurde Jackie Baillie in den Ritterstand erhoben.